# بول إليفيساتوس
بول إليفيساتوس (بالإنجليزية: Paul Alivisatos)‏(من مواليد 12 نوفمبر 1959) هو عالم كيميائي أمريكي من أصل يوناني تم الإشادة به باعتباره رائداً في تطوير المواد النانوية، والتي يتم الاعتراف بها دوليًا في تصنيع البلورات النانوية واستخدامها في الطب الحيوي و تطبيقات الطاقة المتجددة. وقد احتل المرتبة الخامسة بين أفضل 100 كيميائي في العالم في القائمة التي أصدرتها طومسون رويترز. في عام 2009، تم تعيينه مديرًا لمختبر لورنس بيركلي الوطني وفي عام 2014 تم تعيينه حاصلًا على الميدالية الوطنية للعلوم. في عام 2016، حصل على لقب U.C. نائب مستشار بيركلي للبحوث. اعتبارًا من 1 يوليو 2017، عين نائب المستشار التنفيذي ورئيس جامعة بيركلي، وسيواصل منصب نائب رئيس الجامعة للبحوث على أساس مؤقت.